# Terdonk (Gent)
Terdonk is een plaats en voormalig gehucht langs het kanaal Gent-Terneuzen, tegenwoordig in de Belgische stad Gent gelegen.

## Veer van Terdonk

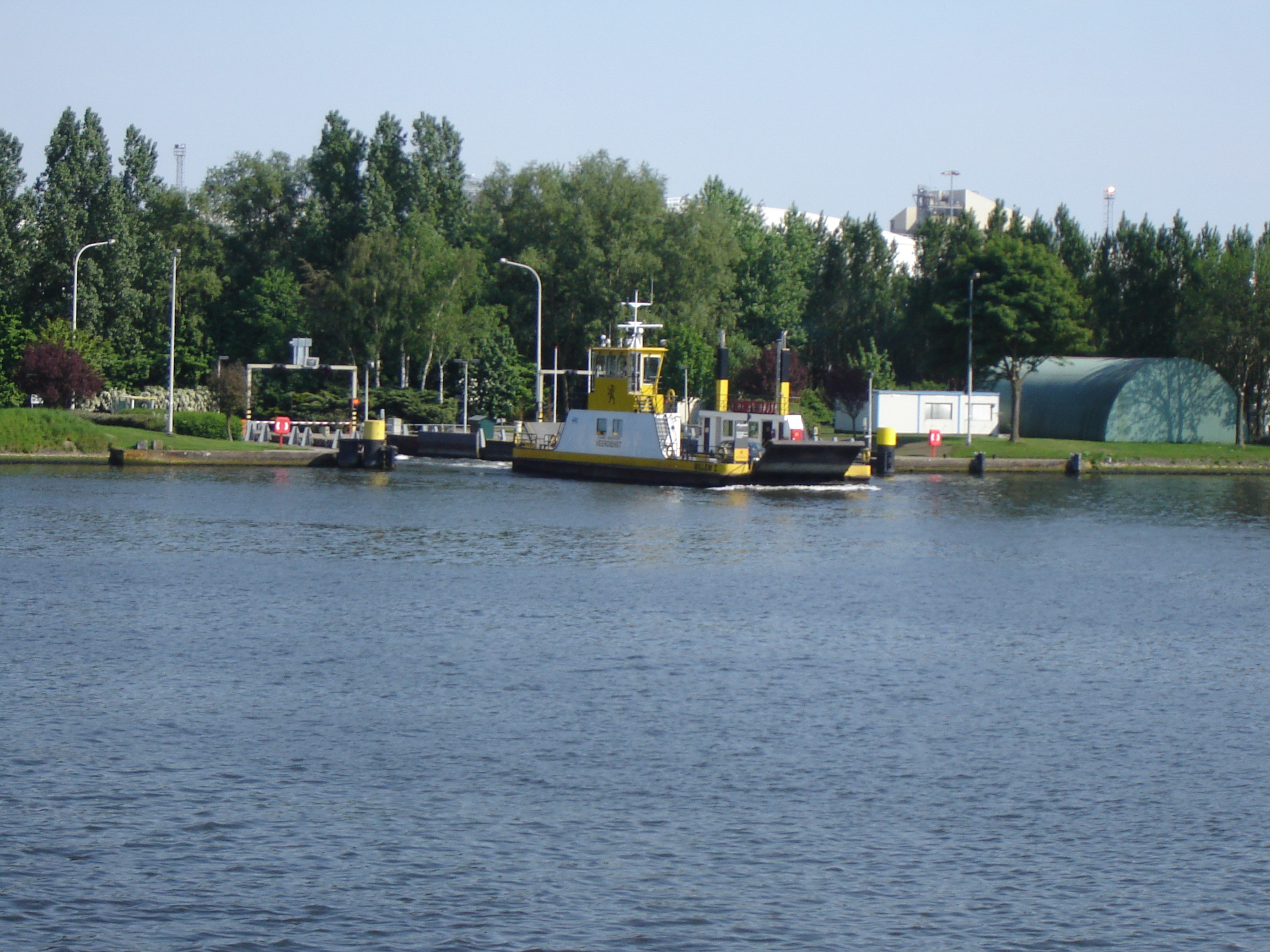
Kanaal en veerdienst in Terdonk

In Terdonk bevindt zich een veerdienst over het kanaal, naar Doornzele. Het veer van Terdonk draagt de naam  Maeterlinck. Op het veer staan enkele dichtregels van Maeterlinck. 
Het veer wordt uitgebaat door het Vlaams Agentschap Maritieme Dienstverlening en Kust en kan gratis gebruikt worden door voetgangers, fietsers en gemotoriseerd verkeer tot 20 ton.

## Geschiedenis
Terdonk behoorde lang tot de gemeente Kluizen en lag net ten oosten van het dorp Doornzele, op de weg naar Sint-Kruis-Winkel.
Door de aanleg van het kanaal Gent-Terneuzen werd begin 19e eeuw Terdonk doorsneden. De Atlas der Buurtwegen uit de helft van die eeuw toont het gehucht als "Terdonck", "Terdonk" en "Terdonckt". In 1865 doorsneed ook de spoorlijn Gent-Terneuzen het gebied.
De plaats bleef landelijk tot in de 20e eeuw. In de eerste helft van de eeuw werd hier nog de Regatta van Terdonk gehouden. De groeiende haven van Gent zou de plaats echter grotendeels opslorpen. Een deel van het grondgebied werd in 1927 bij Gent gevoegd. Met het oog op de aanleg van het Kluizendok verhuisde eind 1964 nog een stuk grondgebied naar Gent. Het gehucht verdween in de loop van de eeuw helemaal door de verbreding en rechttrekking van het kanaal en de uitbreidende industrie. In 1970 kwam hier ten oosten van het kanaal het Rodenhuizedok, genoemd naar het vroegere plaats Rodenhuize, iets verder zuidwaarts. Aan de westelijke kanaaloever komt tegenwoordig nog bewoning voor, aansluitend op de bebouwde kern van Doornzele.